# Final da Liga Europa da UEFA de 2011–12
A Final da Liga Europa da UEFA de 2011-12 foi a 41ª edição da decisão da segunda principal competição da Europa, ocorreu dia 9 de maio de 2012 no Estádio Nacional em Bucareste.O ex-jogador Miodrag Belodedici é o embaixador do evento em sua terra natal.
Foi a segunda final consecutiva da Liga Europa entre duas equipes do mesmo país e a nona, incluindo a antiga Copa/Taça da UEFA. Também foi a segunda final somente com equipes da Espanha (a outra foi em 2007 entre Sevilla e Espanyol).
O Atlético de Madrid venceu a primeira edição da Liga Europa em 2010 derrotando o Fulham por 2–1 na prorrogação. O Athletic Bilbao foi derrotado na decisão da Copa da UEFA de 1976-77 para a Juventus. Na Liga espanhola 2011-12 cada um venceu uma partida em casa, o Athletic por 3–0 e o Atlético de Madrid por 2–1.
Ambas equipes receberam 9.000 ingressos cada uma para distribuição entre seus torcedores. Vendidos exclusivamente no sítio da UEFA 20.000 ingressos destinados ao público local da final e 3.000 para os resto do mundo. Os demais serão reservados a organização e membros da UEFA, parceiros comerciais e de televisão do evento.
O Atlético de Madrid não contou com Tiago, suspenso pela expulsão na semifinal contra o Valencia e Sílvio lesionado. No Athletic Bilbao o capitão Carlos Gurpegui não foi relacionado por ainda voltar de recuperação de lesão.
O Atlético de Madrid venceu por 3–0 com 2 gols de Radamel Falcao e 1 de Diego, e assim irá disputar Supercopa Europeia contra o Chelsea Football Club, campeão da Liga dos Campeões da UEFA de 2011-12.

## Caminho até a final
| Time            | Pts | J | V | E | D | GP | GC | SG |
| --------------- | --- | - | - | - | - | -- | -- | -- |
| Atlético Madrid | 13  | 6 | 4 | 1 | 1 | 11 | 4  | +7 |
| Udinese         | 9   | 6 | 2 | 3 | 1 | 6  | 7  | -1 |
| Celtic          | 6   | 6 | 1 | 3 | 2 | 6  | 7  | −1 |
| Rennes          | 3   | 6 | 0 | 3 | 3 | 5  | 10 | −5 |

| Time                | Pts | J | V | E | D | GP | GC | SG |
| ------------------- | --- | - | - | - | - | -- | -- | -- |
| Athletic Bilbao     | 13  | 6 | 4 | 1 | 1 | 11 | 8  | +3 |
| Red Bull Salzburg   | 10  | 6 | 3 | 1 | 2 | 11 | 8  | +3 |
| Paris Saint-Germain | 10  | 6 | 3 | 1 | 2 | 8  | 7  | +1 |
| Slovan Bratislava   | 1   | 6 | 0 | 1 | 5 | 4  | 11 | −7 |

## Partida

### Detalhes
| 9 de maio de 2012       | Atlético de Madrid                | 3 – 0     | Athletic Bilbao | Estádio Nacional, Bucareste             |
| 21:45 EEST (20:45 CEST) | Falcão Garcia 7', 34' · Diego 85' | Relatório |                 | Público: 52,347 Árbitro: Wolfgang Stark |

| Atlético de Madrid | Athletic Bilbao |

| Atlético de Madrid: |    |                  |     |       |
|                     |    |                  |     |       |
| G                   | 13 | Thibaut Courtois |     |       |
| D                   | 20 | Juanfran         |     |       |
| D                   | 2  | Diego Godín      |     |       |
| D                   | 23 | Miranda          |     |       |
| D                   | 6  | Filipe Luís      |     |       |
| M                   | 4  | Mario Suárez     |     |       |
| M                   | 14 | Gabi             |     |       |
| A                   | 7  | Adrián López     |     | 88'   |
| M                   | 22 | Diego            |     | 90'   |
| M                   | 11 | Arda Turan       |     | 90+3' |
| A                   | 9  | Falcao García    | 26' |       |
| Reservas:           |    |                  |     |       |
| G                   | 38 | Sergio Asenjo    |     |       |
| D                   | 5  | Antonio López    |     |       |
| D                   | 9  | Álvaro Domínguez |     | 90+3' |
| M                   | 15 | Paulo Assunção   |     |       |
| M                   | 20 | Koke             |     | 90'   |
| M                   | 21 | Eduardo Salvio   |     | 88'   |
| A                   | 30 | Pedro Martín     |     |       |
| Treinador:          |    |                  |     |       |
| Diego Simeone       |    |                  |     |       |

| Athletic Bilbao: |    |                     |       |     |
|                  |    |                     |       |     |
| G                | 1  | Gorka Iraizoz       |       |     |
| D                | 15 | Andoni Iraola       |       |     |
| D                | 24 | Javi Martínez       |       |     |
| D                | 5  | Fernando Amorebieta | 64'   |     |
| D                | 3  | Jon Aurtenetxe      |       | 46' |
| M                | 8  | Ander Iturraspe     |       | 46' |
| M                | 21 | Ander Herrera       | 22'   | 63' |
| M                | 10 | Óscar de Marcos     |       |     |
| M                | 14 | Markel Susaeta      | 90+1' |     |
| M                | 19 | Iker Muniain        |       |     |
| A                | 9  | Fernando Llorente   |       |     |
| Reservas:        |    |                     |       |     |
| G                | 13 | Raúl Fernández      |       |     |
| D                | 6  | Mikel San José      |       |     |
| M                | 11 | Igor Gabilondo      |       |     |
| M                | 17 | Iñigo Pérez         | 75'   | 46' |
| D                | 23 | Borja Ekiza         |       |     |
| A                | 2  | Gaizka Toquero      |       | 63' |
| A                | 28 | Ibai Gómez          |       | 46' |
| Treinador:       |    |                     |       |     |
| Marcelo Bielsa   |    |                     |       |     |

| Homem do jogo (UEFA): Falcao García Assistentes: Jan-Hendrik Salver Mike Pickel Quarto árbitro: Stéphane Lannoy Assistentes adicionais: Florian Meyer Deniz Aytekin |